# Oxalis bisfracta
Oxalis bisfracta är en harsyreväxtart som beskrevs av Porphir Kiril Nicolai Stepanowitsch Turczaninow. Oxalis bisfracta ingår i släktet oxalisar, och familjen harsyreväxter. Inga underarter finns listade i Catalogue of Life.